# Mankota
Mankota is een plaats (village) in de Canadese provincie Saskatchewan en telt 248 inwoners (2001).